# آرام ملیک-استپانیان
آرام ماتئوسی ملیک-استپانیان (ارمنی: Արամ Մաթևոսի Մելիք-Ստեփանյան؛  زادهٔ ۹ مارس ۱۹۰۸ - درگذشته ۱۹۸۶) دانشمند متخصص در زمینه فیلمبرداری و استاد اهل ارمنستان بود.

## زندگی‌نامه
وی در ۲۲ مارس [سبک قدیمی: ۹ مارس] ۱۹۰۸ در ساری‌قمیش به دنیا آمد و از دانشگاه دولتی معدن‌شناسی مسکو (۱۹۳۱) فارغ‌التحصیل گشت. وی در NIKFI ‏(۱۹۳۱-۱۹۳۴)، ‏انستیتو پژوهشی سینما و عکاسی، ‏انستیتو دولتی سینما و تلویزیون سن پترزبورگ (۱۹۳۷) و های‌فیلم فعالیت می‌کرد. همچنین برندهٔ جوایزی همچون نشان پرچم سرخ کار (۱۹۵۰)، نشان برجسته افتخار (۱۹۴۰) و جایزه استالین (۱۹۵۰) شده است. وی در ۱۹۸۶ در سن ۷۸ سالگی درگذشت.

## یادداشت
1. ↑  տեխնիկական գիտությունների դոկտոր
2. ↑  Մոսկվայի կինո-ֆոտո ԳՀԻ